# Aulnay (Vienne)
Aulnay è un comune francese di 107 abitanti situato nel dipartimento della Vienne nella regione della Nuova Aquitania.

## Società

### Evoluzione demografica
Abitanti censiti